# Wilfrid Légaré
Pour les articles homonymes, voir Légaré.
 (octobre 2022).
Wilfrid Légaré, né le 3 mai 1887 à Sainte-Foy et mort le 14 février 1966 à Québec, est un entrepreneur immobilier québécois connu pour son développement résidentiel de Sainte-Foy par la construction de bungalows.

## Biographie

### Jeunesse
Wilfrid Légaré naît dans la paroisse Notre-Dame-de-Foy de Louis Légaré et de Julie Boivin. 

### Carrière

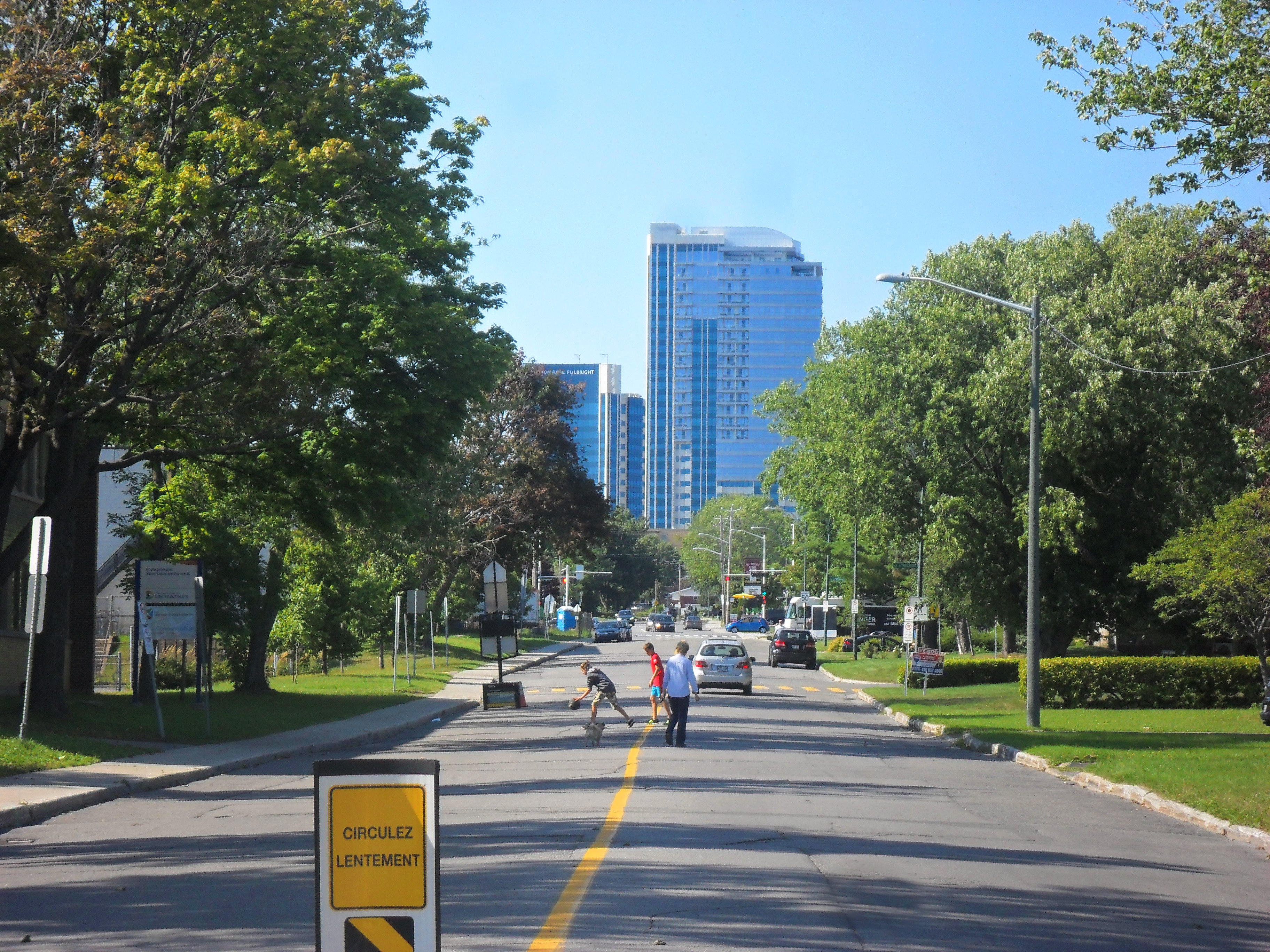
La route de l'Église, à Québec.

Légaré, menuisier de profession, fonde l'entreprise Wilfrid Légaré Inc. et commence dès 1915 le développement résidentiel. Il achète un terrain à la fois pour y construire une résidence, rythme très accéléré qui s'explique par l'utilisation des profits de la vente du premier terrain pour acheter le second terrain. 
Peu à peu, son rythme de construction s'accélère, comme le montre en 1956 sa construction de 75 résidences à Sainte-Foy, à l'ouest de la rue de l'Église, entre le chemin Saint-Louis et le fleuve Saint-Laurent. En 1963, Légaré poursuit, avec le développement de trente maisons sur la rue Windsor. Les journaux de l'époque notent une très bonne répartition des services et de l'espace dans chaque résidence. D'autres exemples notables de maisons signées Wilfrid Légaré se trouvent près du parc de la Colline et de ce qui est aujourd'hui la rue Wilfrid-Légaré, à Sainte-Foy. 
Il participe aussi à d'autres projets plus grands, comme la construction d'édifices religieux, ou celui d'un édifice à bureaux en 1964.

### Vie familiale et fin de vie
Légaré épouse Marie-Louise Tessier le 25 mai 1917 à L'Ancienne-Lorette. Le couple, résidant sur le boulevard Saint-Cyrille, ont cinq enfants : Gérard, Berthe, Jacqueline, Lucille et Thérèse. Le 25 mai 1928, Tessier décède, et son époux finit par prendre Blanche Bernatchez comme seconde épouse, cinq mois plus tard. Les nouvelles noces ont lieu à l'église Saint-Thomas de Montmagny à Québec,. Le nouveau couple a un fils, Claude.
Wilfrid Légaré meurt à Québec, à sa résidence du boulevard Saint-Cyrille, à l'âge de 78 ans. Il est inhumé au cimetière Notre-Dame-de-Foy. 

## Réalisations
Outre le nombre de quartiers résidentiels érigés, on note la Résidence Notre-Dame-de-Recouvrance des Sœurs du Bon-Pasteur à Québec, construite en 1947-1949 sous les plans de Conrad Bayer,. Aussi construite à partir de 1947 est l'église Sainte-Françoise-Cabrini, sur la 1re avenue, à Lac-Saint-Charles, projet co-réalisé avec Léopold E. Beaulieu,.
Sur le chemin des Quatre-Bourgeois se dressait la maison Saint-Joseph des Frères des écoles chrétiennes, conçu par Denis P. Bouchard, René Blanchet, Liane Holman et Denis Chabot et construit par Wilfrid Légaré. L'édifice est démoli en 2014 pour faire place à un complexe d'appartements,. Au 2860 se trouve un édifice à bureaux conçu par Jacques de Blois, architecte moderniste, et construit en 1964 par Légaré, un des premiers édifices à bureaux dans le secteur,.

Principaux grands projets
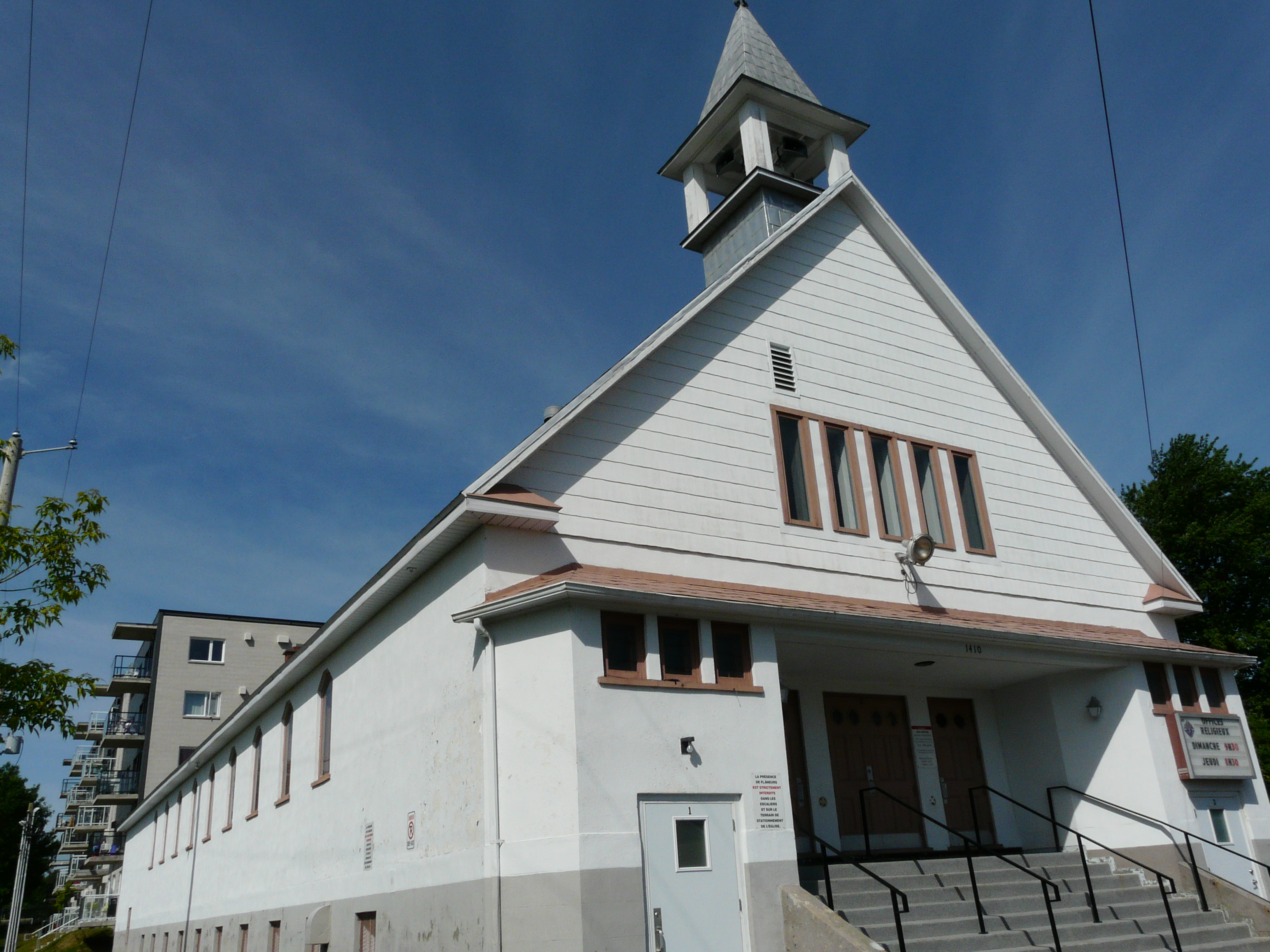
Église Sainte-Françoise-Cabrini.
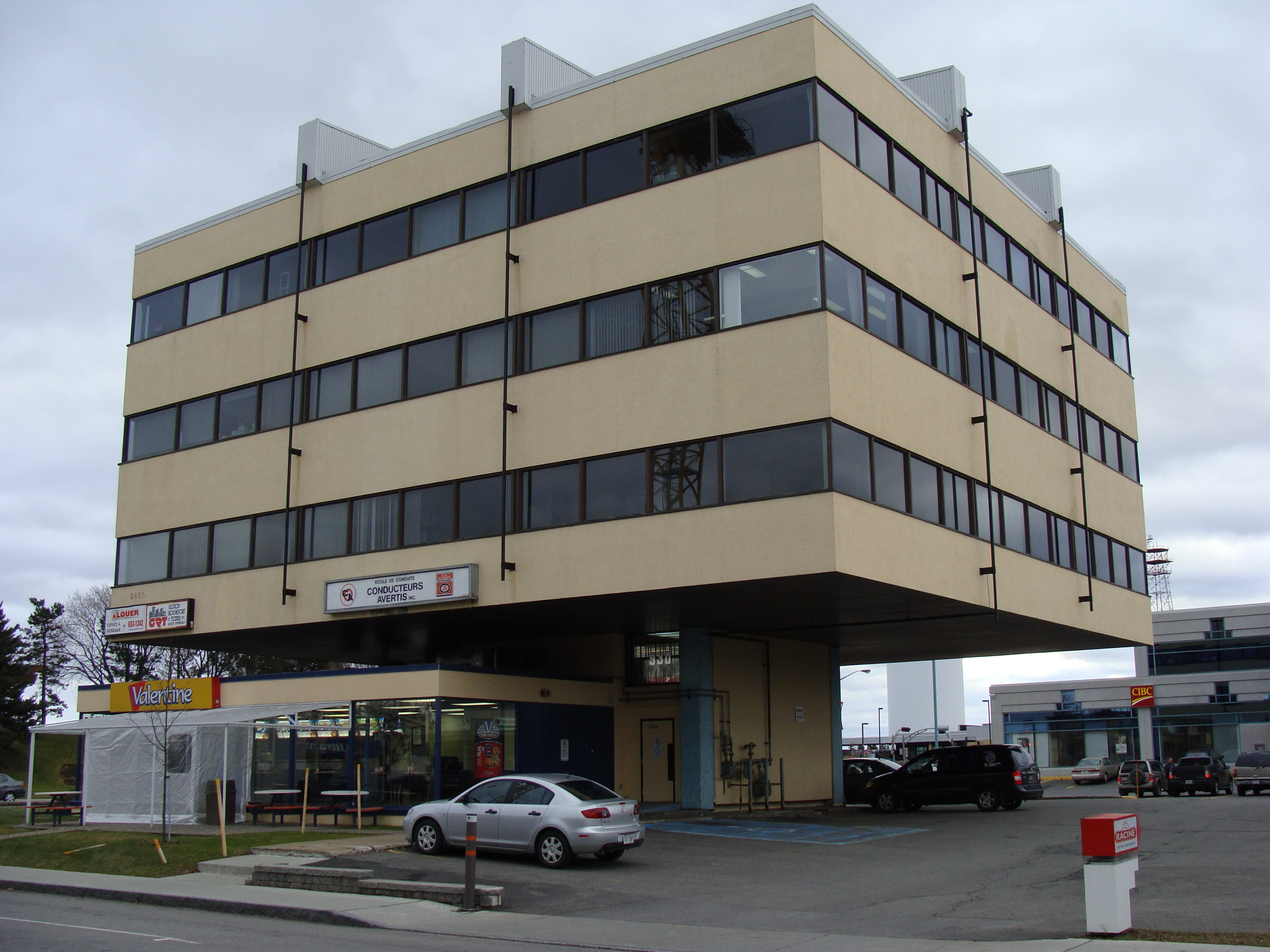
Le 2860, Chemin des Quatre-Bourgeois.

## Postérité
Le 5 octobre 1951, la rue Légaré est nommée en son honneur. Le 6 février 2006, pour harmoniser le nom des voies de la ville, la rue devient la rue Wilfrid-Légaré,. Après sa mort, son entreprise devient les Immeubles Wilfrid Légaré Inc..